# Тауберт, Зигфрид
Зигфрид Тауберт (нем. Siegfried Taubert, 11 декабря 1880, Баллентин, Померания — 13 февраля 1946, Киль, Шлезвиг-Гольштейн) — один из высших офицеров СС, обергруппенфюрер СС и генерал войск СС (30 января 1943), комендант замка Вевельсбург (1938—1945).

## Биография
Зигфрид Тауберт родился 11 декабря 1880 года в Баллентине в семье протестантского пастора. После окончания средней школы он начал военную карьеру и был зачислен Фанен-юнкером в 57-й пехотный полк герцога Фердинанда Брауншвейгского (8-й Вестфальский). 18 января 1901 получил звание лейтенанта. С 1904 состоял в браке с Ютой Дьен (нем. Juta Dien) и у них было трое детей. До 1911 года проходит службу в 57-го пехотном полку. С октября 1911 до июля 1914 года командир 38-го гренадерского полка. После окончания обучения на штабного офицера 21 июля 1914 назначен командиром морской базы в Вильгельмсхафене. 11 сентября 1914 получил ранение. В 1916—1917 при штабе 6 армии. С 1917 до сентября 1918 адъютант при штабе 14 и 17 армии. Затем до ноября 1918 командует штурмовым батальоном. 22 февраля 1919 уходит в отставку в звании майора. С 1921 по 1924 руководитель Крестьянского фронта (нем. Landbund) и Стального шлема в Померании. В августе 1925 он продал имущество, приобретенное после окончания войны в Грайфенхагене и переехал в Берлин, где стал работать менеджером по продажам на фортепианной фабрике.
С сентября 1929 по октябрь 1931 работал в страховой компании. В 1931 году Тауберт вступил в НСДАП (билет № 525 246), а в апреле 1933 в СС (билет № 23 128). С 12 июня по 18 декабря 1933 командир специального батальона СС. С 18 декабря 1933 по 31 октября 1935 исполнял обязанности начальника штаба Оберабшнита СС «Восток». С 1 ноября 1935 по 29 января 1938 назначен начальником штаба в управлении СД, один из ближайших сотрудников Рейнхарда Гейдриха. 9 ноября 1944 зачислен в Штаб рейхсфюрера СС. С 30 января 1938 до марта 1945 являлся комендантом замка Вевельсбург. При подходе армии союзников бежал из замка и перебрался в Шлезвиг-Гольштейн. Умер 13 февраля 1946 в Киле.

## Награды
- Железный крест (1914) 2-го и 1-го класса (Королевство Пруссия)
- Орден «За военные заслуги» 4-го класса с мечами (Королевство Бавария)
- Орден Короны 4-го класса (Королевство Пруссия)
- Железный полумесяц (Османская империя)
- Знак за ранение (чёрный) (1918) (Германская империя)
- Почётный крест ветерана войны с мечами (1934)
- Шеврон старого бойца
- Крест военных заслуг 2-й степени с мечами
- Кольцо «Мёртвая голова»
- Почётная шпага рейхсфюрера СС